# Mézières-sur-Seine
Mézières-sur-Seine település Franciaországban, Yvelines megyében. Lakosainak száma 3874 fő (2022. január 1.). Mézières-sur-Seine Boinville-en-Mantois, Épône, Gargenville, Goussonville, Guerville, Issou és Porcheville községekkel határos.

## Népesség
A település népességének változása:
| Lakosok száma | 3626 | 3636 | 3712 | 3676 | 3707 | 3683 | 3776 | 3826 | 3874 |
|               | 2013 | 2015 | 2016 | 2017 | 2018 | 2019 | 2020 | 2021 | 2022 |